# Chêne tauzin
Quercus pyrenaica
Pour les articles homonymes, voir Tauzin et Angoumois.
Espèce
Classification phylogénétique
Répartition géographique
Le Chêne des Pyrénées ou chêne tauzin (Quercus pyrenaica), chêne angoumois, appelé simplement angoumois ou tauzin (Gascogne), ou encore chêne brosse (Anjou)[réf. nécessaire], ou chêne noir (Landes de Gascogne), est une espèce d'arbre  monoïque à feuillage caduc de la famille des fagacées.
Il se reconnaît à ses feuilles très découpées, au débourrement tardif, et abondamment duveteuses sur les deux faces.

## Description

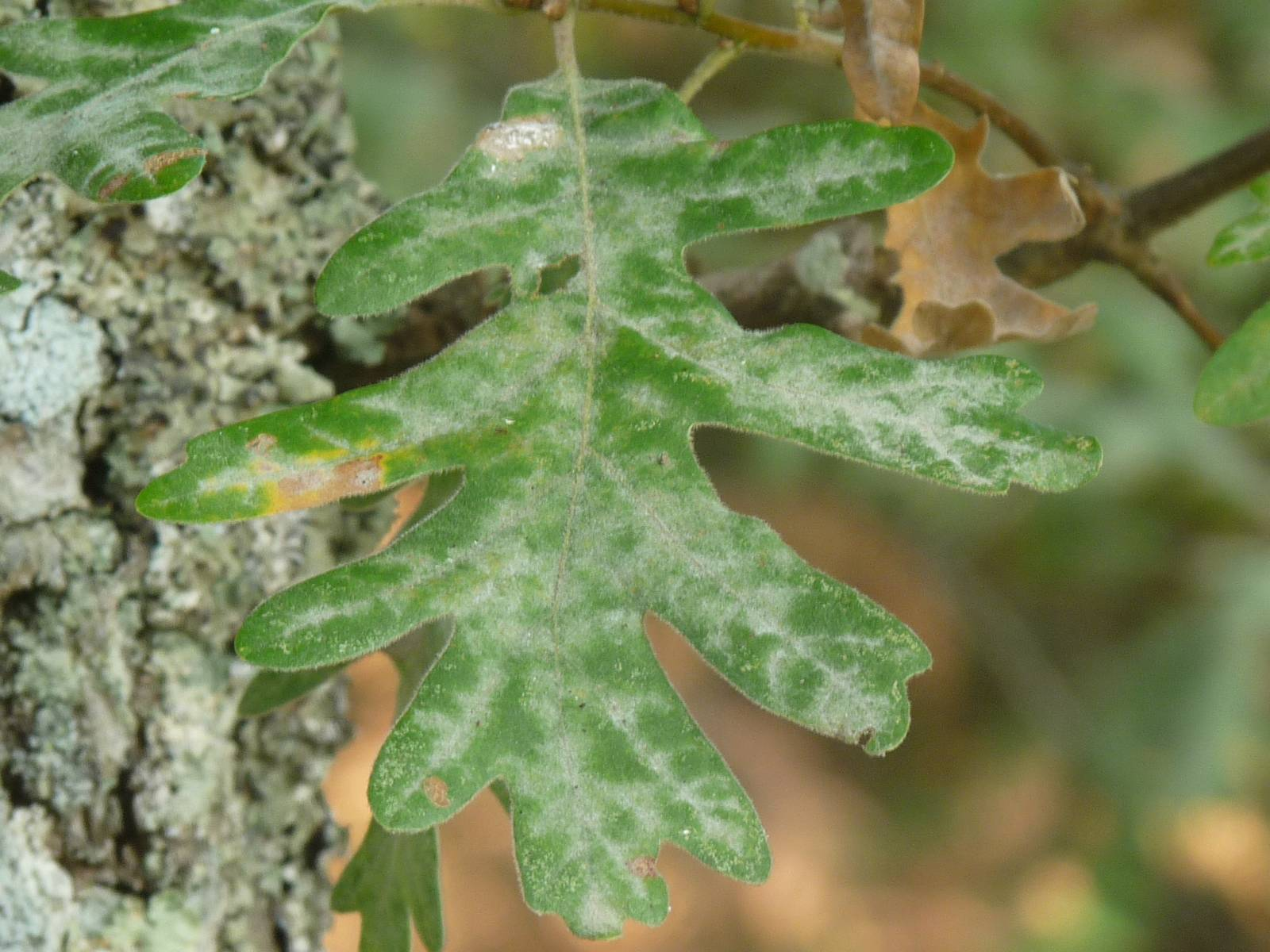
Feuille en gros plan

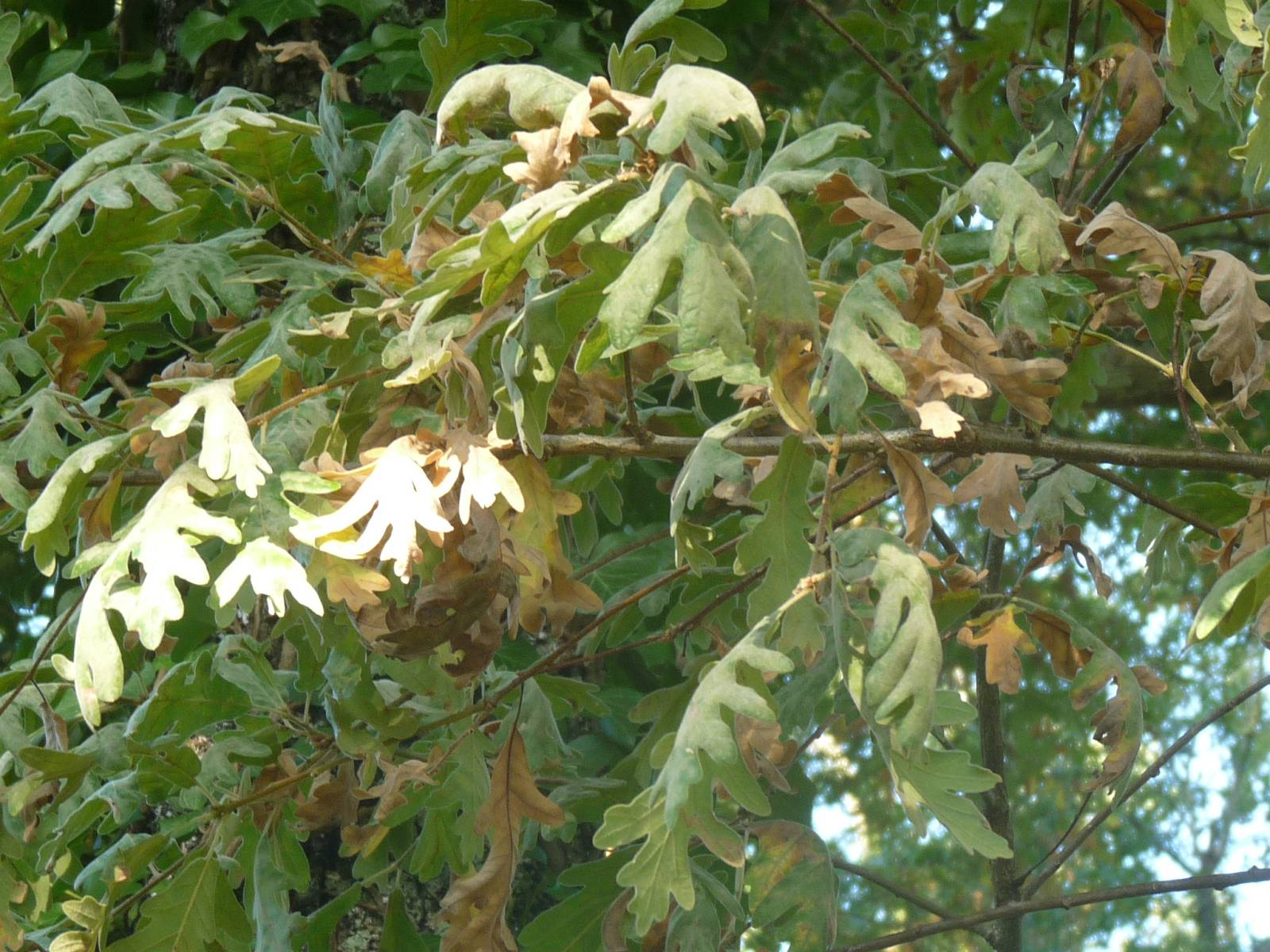
Feuilles très échancrées et duveteuses

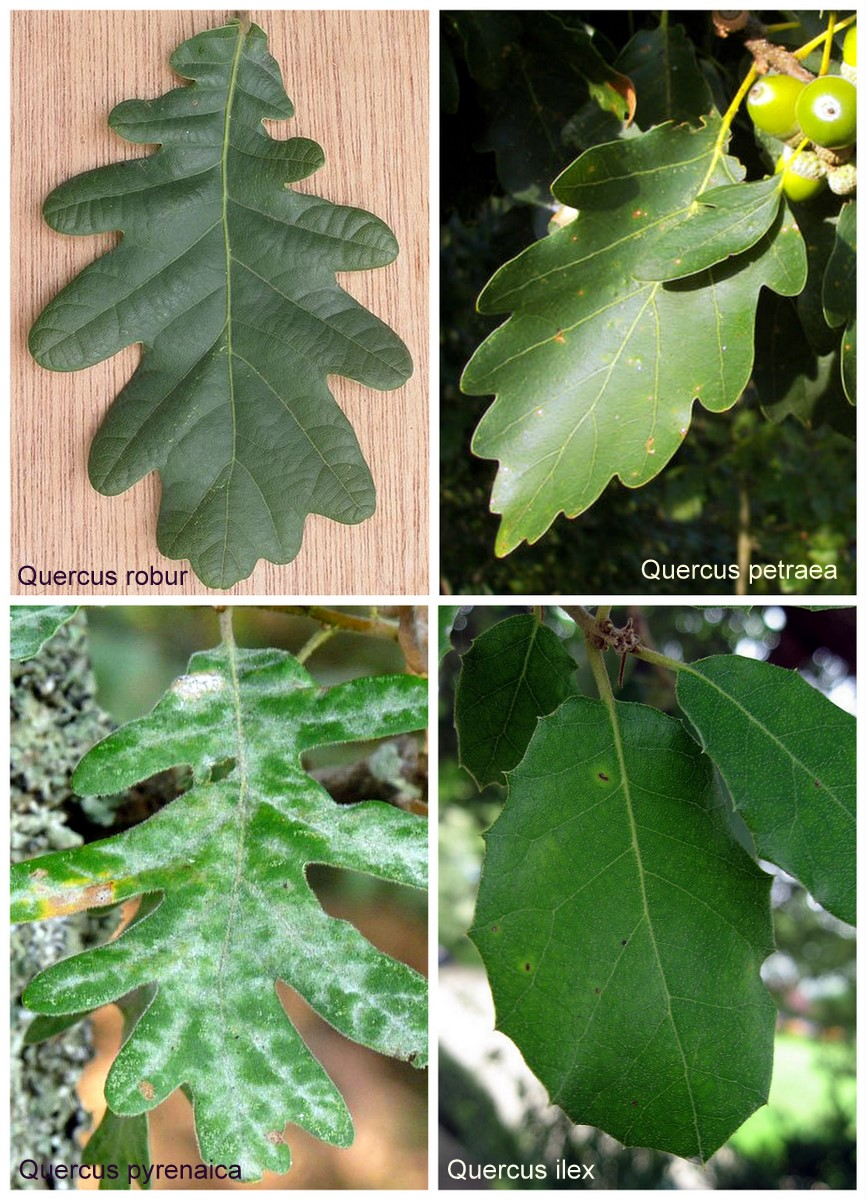
Comparaison entre feuille de Quercus robur (chêne pédonculé), Quercus petraea (chêne sessile), Quercus pyrenaica (chêne tauzin) et Quercus ilex (chêne vert).

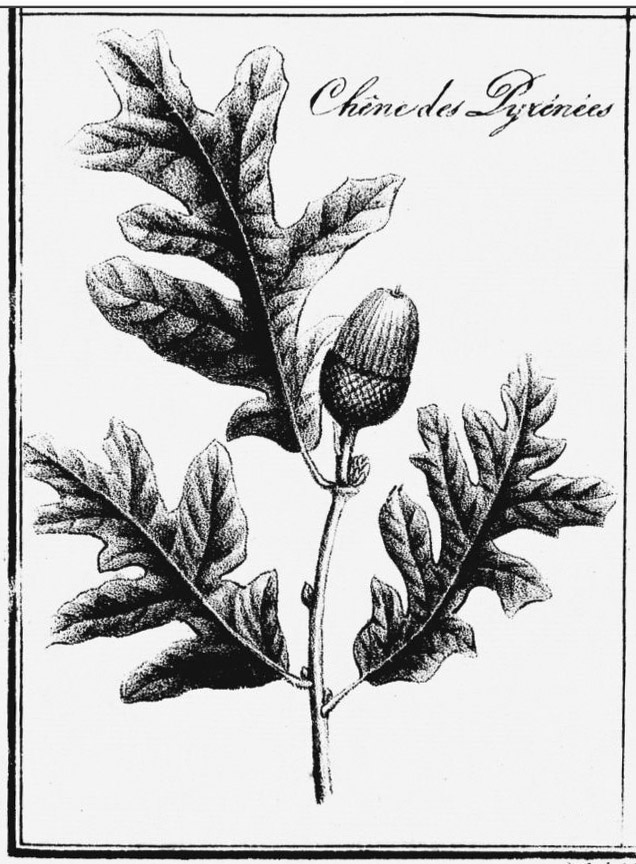
Gravure illustrant un ouvrage ancien de Jacques-Joseph Baudrillart intitulé "Traité général des eaux et forêts, chasses et pêches, composé d'un recueil des reglemens forestiers, dʹun dictionnaire des eaux et forêts, d'un dictionnaire de chasses et d'un dictionnaire des pêches" (1827)

Le chêne tauzin est un arbre de 5 à 20 mètres de haut de forme irrégulière se ramifiant dès la base mais finissant par perdre ses branches les plus basses. Son écorce est lisse de couleur vert grisé puis gris sombre d'où son surnom de chêne noir.
Son feuillage est caduc mais résiste sur l'arbre pendant l'hiver (marcescence). Sa feuillaison est tardive (mai). Ses feuilles alternes mesurant jusqu'à 20 cm sont pennatilobées et présentent 4 à 8 lobes profondément échancrés. Elles sont pubescentes avec une forte tomentosité blanche notamment en face inférieure. Le pétiole poilu est court (8 à 10 mm).
Sa floraison s'étend de mai à juin. Ses fleurs sont unisexuées, les mâles regroupées en chatons pendants, les femelles solitaires ou par groupe de 3 ou 4 à la base des rameaux de l'année.
Les glands à pédoncule court mesurent environ 3 cm de long et sont assez nombreux.
Sa longévité peut atteindre 500 ans. Il s'hybride facilement avec d'autres chênes.

## Habitat et Distribution

### Habitat
Le tauzin est une espèce pionnière ou postpionnière héliophile, calcifuge, oligotrophe, xérophile, thermophile (mais résistante au froid) et sensible à l'oïdium. Poussant généralement dans des bois clairs où il forme des buissons ; il est souvent mêlé au chêne pédonculé, chêne sessile, bouleau verruqueux et cormier avec les strates suivantes : 
- Strate arbustive : houx, néflier, bourdaine, ajonc d'Europe, genêt à balais, noisetier, fragon, ronces
- Strate herbacée : avoine de thore, asphodèle blanc, sabline des montagnes, laîche des sables, callune, fougère aigle

### Distribution
Ce chêne est présent dans la Péninsule Ibérique (jusqu'à 1 400 m d'altitude en Espagne), dans le sud-ouest de la France (jusqu'à 500 m d'altitude), en Italie du Nord et dans le Rif au nord du Maroc (à une altitude proche de 1 200 mètres).
En France, il est essentiellement présent sur un grand tiers sud-ouest du territoire : littoral du golfe de Gascogne, Nouvelle-Aquitaine, partie-occidentale de l'Occitanie, Anjou, Touraine, région de Nantes... Il est très rare ailleurs.

## Valeur utilitaire et culture

### Services écosystémiques
- Il améliore l’humus et joue le rôle de pare-feu.
- Il accueille un cortège important d'insectes et invertébrés, prédateurs naturels d’espèces comme le chermès,
- Il dégage des substances chimiques perturbant les ennemis des pins, ce qui lui permet de diminuer certaines attaques parasitaires.
- il constitue l’habitat potentiel de la huppe fasciée, consommatrice de chenille processionnaire du pin, et du pic mar, insectivore efficace des troncs et des branches.
- Ses peuplements clairs sont favorables aux reptiles.
- Quand il est sénescent puis mort, son bois mort abrite (au fur et à mesure de son cycle de décomposition) de nombreux invertébrés (saproxylophages), dont beaucoup sont aujourd'hui menacés.
- Ses glands doux très appréciés par la faune étaient autrefois consommés aussi par les hommes.
- Son bois irrégulier n'est pas d'assez bonne qualité pour être utilisé dans la construction mais constitue un bon combustible.

### Culture
Ses racines traçantes émettent souvent rejets et drageons, raison pour laquelle on exploite souvent cette espèce en taillis en prélevant du bois de chauffe tous les 15 à 20 ans en veillant à protéger les rejets de l'abroutissement. Dans les bons taillis, à l'âge de 20 ans, un rejet de chêne tauzin atteint 4 m de hauteur et 20 cm de diamètre à 1,30 m. Du point de vue édaphique, ses effets sont remarquables, et sa capacité de fertiliser le sol est supérieure à celle de Quercus robur et de Fagus sylvatica.

## Histoire
Au XIXe siècle, le botaniste Jean Thore qui parcourait les Landes, rapportait la superstition locale selon laquelle toute coupe d’un Tauzin provoquait la malédiction sur le bûcheron ou sur la maison qui l’utilisait en charpente.